# Aeratie

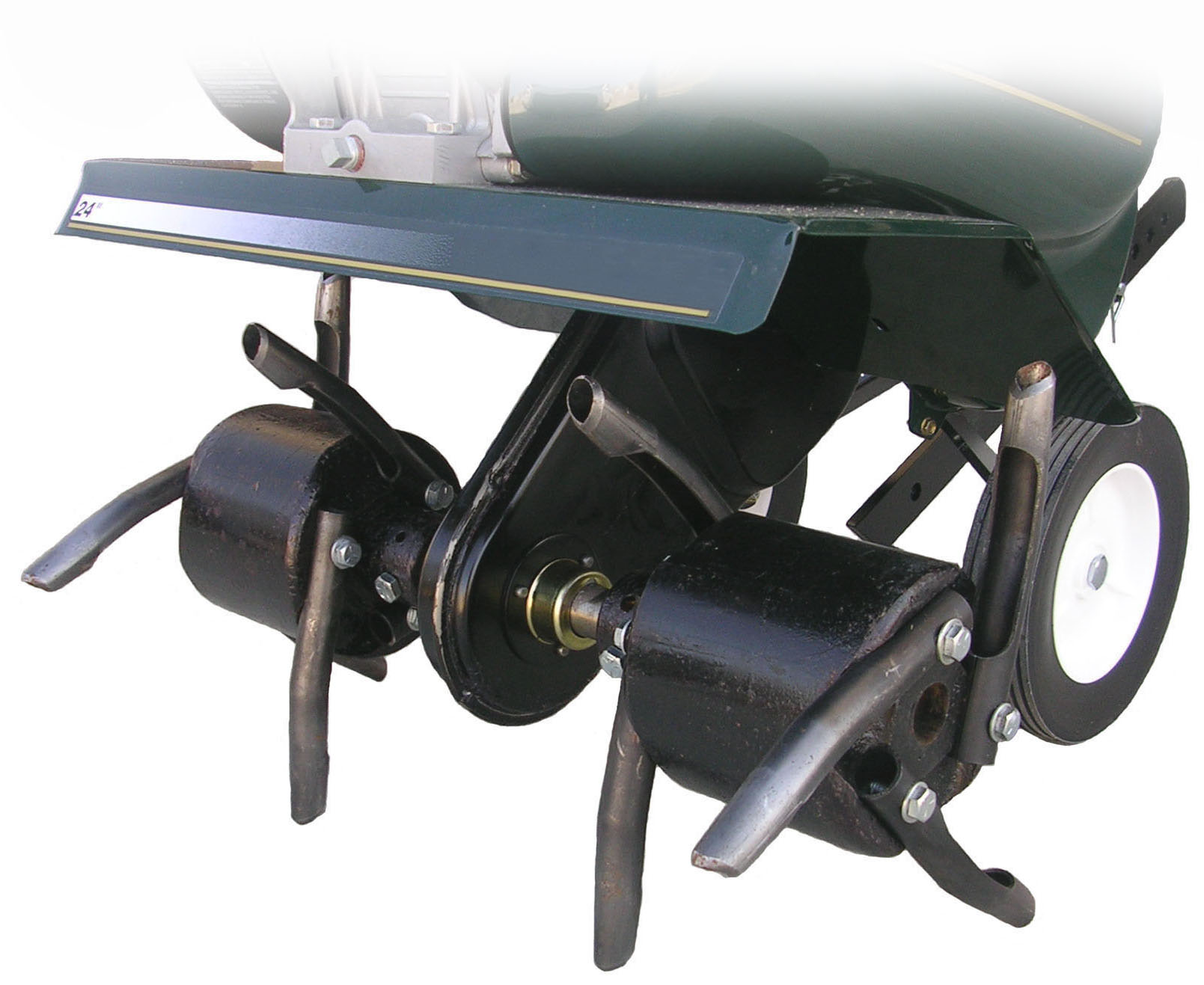
Een verlengstuk aan een frees om aeratie mogelijk te maken

Aeratie (Grieks: aèr, lucht) is doorluchting om de concentratie van een gas op een bepaalde hoogte te houden. Aeratie wordt in de agrarische wereld gebruikt voor het losmaken van de grond om een betere luchttoetreding mogelijk te maken.